# Thame
Thame är en köpstad ("market town") och civil parish i Oxfordshire i England i Storbritannien. Orten hade 11 072 invånare 2001.
Platsen är namngiven efter Thamefloden, som flyter norr om staden.

### Fotnoter
1. ↑  ”Area: Thame CP (Parish): Parish Headcounts”. Neighbourhood Statistics. Office for National Statistics. http://neighbourhood.statistics.gov.uk/dissemination/LeadTableView.do?a=7&b=798691&c=Thame&d=16&e=15&g=481030&i=1001x1003x1004&o=1&m=0&r=1&s=1269211393390&enc=1&dsFamilyId=779. Läst 21 mars 2010.